# Cuenca del río La Villa
La cuenca del río La Villa es una cuenca de unos 1,284.3 km² y de unos 117 km de longitud conformada principalmente por el río La Villa.  Dicha cuenca está ubicada en el arco seco panameño, en Azuero constituyendo la principal fuente de agua potable a unas 94,000 personas de las provincias de Los Santos y Herrera.

## Geografía
Ubicada en la región central de Azuero, entre el Montuoso en la cordillera occidental de Azuero, donde tiene su nacimiento y por la sierra del Canajagua. Con sus 1,284.3 km² se extienden entre las provincias de Los Santos y Herrera. El drenaje principal de la cuenca inicia en El Montuoso, cerca de la localidad de Tres Piedras, recorriendo unos 276.1 km, conformada principalmente por el río La Villa, río Estivaná, quebrada Grande, quebrada Pesé, río Toleta entre otros. Su desembocadura se encuentra en el golfo de Parita.